# São Miguel do Passa Quatro
São Miguel do Passa-Quatro est une municipalité brésilienne de l'État de Goiás et la microrégion de Pires do Rio.